# اودر

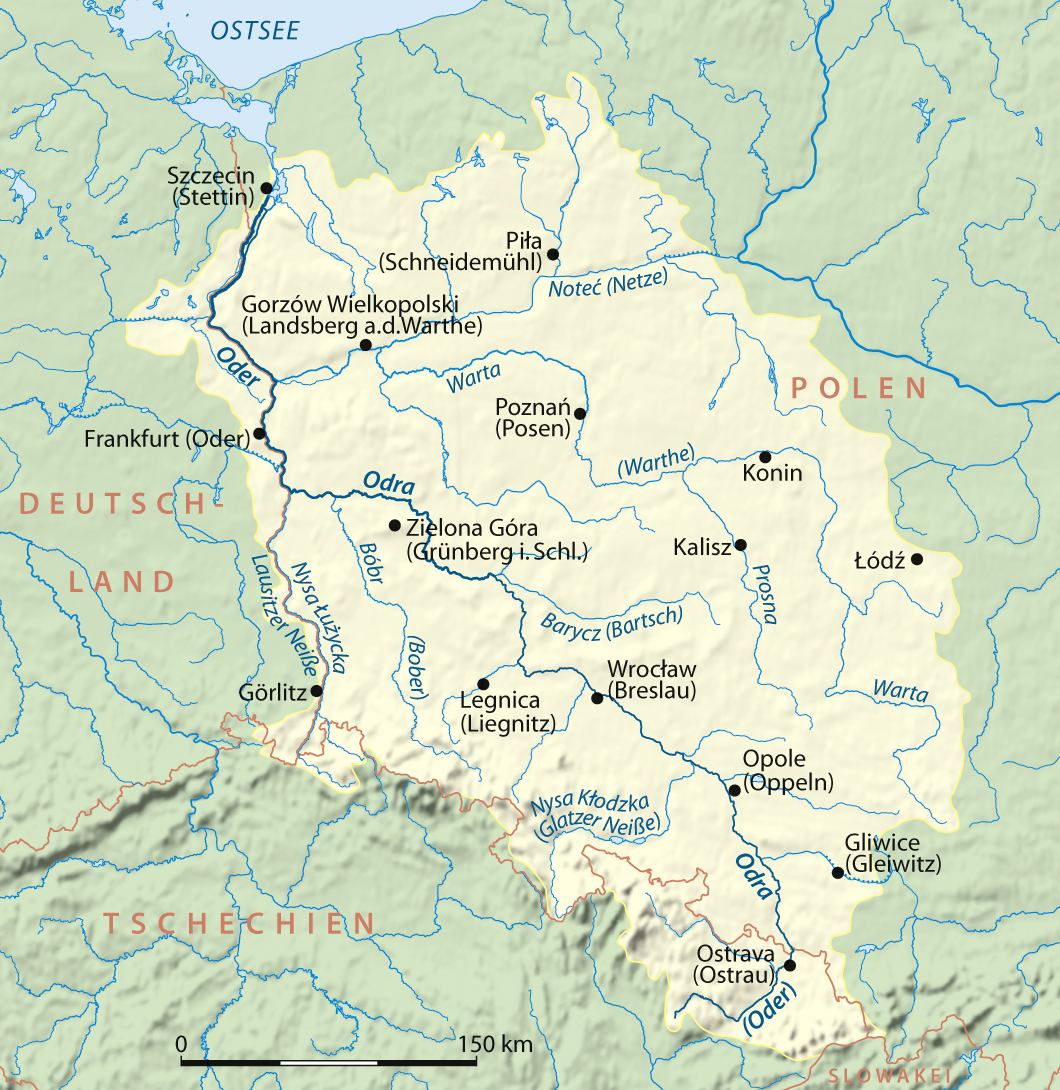

اودِر یا اُدِر رودی در اروپای مرکزی است که از جمهوری چک سرچشمه گرفته و به‌سمت غرب لهستان روانه می‌شود و سپس به‌عنوان بخشی از مرز اودر-نایسه، ۱۸۷ کیلومتر از مرز بین دو کشور آلمان و لهستان را تشکیل می‌دهد. این رودخانه سرانجام به درون خلیج اشتچین که در ناحیه شمالی شهر شچچین واقع است، می‌ریزد. پس از آن با تقسیم شدن به ۳ شاخهٔ زیونا، سوینا و پینه و با گذر از خلیج پومِرانیا به دریای بالتیک می‌ریزد. طبق پیمان ورسای، رودخانه الب، رودخانه اودر و همچنین کانال کیل در آلمان بین‌المللی اعلام شد.

## نام‌ها
اودِر در زبان‌های گوناگون با چند نام مختلف شناخته می‌شود: در انگلیسی و آلمانی: اودِر (Oder) شناخته می‌شود، ولی در چکی و لهستانی: اودرا (Odra).

## جغرافیا
اودِر ۸۵۴ کیلومتر طول دارد: ۱۱۲ کیلومتر آن در داخل خاک جمهوری چک، ۵۵۵ کیلومتر در داخل خاک لهستان و ۱۸۷ کیلومتر بر روی مرز مشترک آلمان و لهستان جریان دارد. این رودخانه دومین رودخانه بلند لهستان (بعد از ویستولا) است.